# KBS 1TV 특집 드라마
KBS 1TV 특집 드라마는 명절이나 특정한 기간으로 지정된 날이나 달을 기념하기 위해 부정기적으로 편성·방영되는 드라마이다.

## 작품리스트
|  | - 아래의 텔레비전 드라마 중 2002년 11월 이후에 시청 가능 연령을 표시하는 드라마 등급 제도를 의무적으로 시행하고 있습니다. - 2017년 3월 1일부터 TV 프로그램 등급 표시 외에 주제, 폭력성, 선정성, 언어, 모방 위험 등 분류 사유 표시를 의무적으로 시행하고 있습니다. |

### 1960년대

#### 1968
- 《풍운아 김옥균》 : 10.28 · 09:15~불명 (특집)
- 《고속도로》 : 11.5 · 08:00~09:15 (특집)

### 1970년대

#### 1974
- 《당신의 안식일》 : 12.28 · 불명 (송년 특집)

#### 1977
- 《두 얼굴》 : 3.1 · 불명 (3.1절 특집)
- 《나룻터 3대》 : 8.13~15 · 10:20~불명 (8.15 특집)

#### 1978
- 《천사들의 노래》 : 1.1 · 20:10~21:40 (신년 특집)
- 《6.25》 : 6.24~30 (6.25 특집 7부작)
  - 1부(24 / 20:00~21:30) : 가장 긴 여름
  - 2부(25 / 20:00~21:00) : 찢어진 땅
  - 3부(26 / 20:00~21:00) : 삶과 죽음
  - 4부(27 / 20:00~21:00) : 눈보라
  - 5부(28 / 20:00~21:00) : 땅의 끝에서
  - 6부(29 / 20:00~21:00) : 평화를 위한 죽음
  - 7부(30 / 20:00~21:30) : 승자와 패자
- 《높은 갈》 : 8.14~16 · 22:05~23:00 (8.15 특집 3부작)
  - 1부(14) : 다시 그 여름
  - 2부(15) : 여울 목에서
  - 3부(16) : 뼈와 살
- 《팔베개》 : 9.17 · 19:30~21:20 (추석 특집)
- 《성녀 쥬리아》 : 12.31~1979.1.7 · 불명 (신년 특집)

#### 1979
- 《조용한 함성》 : 1.1~3 · 21:20~22:20 (신년 특집)
- 《기미년 3월 1일》 : 2.28 · 20:20~21:55 (3.1절 특집)
- 《34인》 : 3.1 · 21:40~23:40 (3.1절 특집)
- 《레만호에 지다》 : 6.23~24 · 20:00~21:00 (6.25 특집)
- 《낯설은 골짜기》 : 6.25 · 20:00~22:00 (6.25 특집)
- 《망각의 세월》 : 8.14~15 (8.15 특집 2부작)
  - 1부 : (14 / 20:00~20:50)
  - 2부 : (15 / 20:00~22:00)
- 《대한국인》 : 8.15 · 21:30~불명 (8.15 특집)
- 《까치집》 : 10.4 · 22:00~자정 (추석 특집)

### 1980년대

#### 1980
- 《봄이 오는 소리》 : 1.2 · 19:10~20:30 (신년 특집)
- 《입춘대길》 : 2.16 · 21:35~23:05 (설 특집)
- 《그 하늘 아래》 : 2.28~3.1 ·  (3.1절 특집 3부작)
  - 1부(2.28 / 22:00~23:15) : 늙은 호랑이
  - 2부(2.29 / 22:00~23:15) : 누가 이 사람을
  - 3부(3.1 / 21:35~22:50) : 고요한 한강
- 《성혈》 : 5.20 · 22:00~자정 (부처님 오신 날 특집)
- 《순교자》 : 6.25~26 · 21:40~22:40 (6.25 특집 2부작)
  - 1부(25) : 진실
  - 2부(26) : 신의 행방
- 《검은 해협》 : 8.14 · 19:05~21:00 (8.15 특집 드라마)
- 《한민통》 : 8.25 · 19:40~21:00
- 《불효자전》 : 9.23 · 21:30~22:30 (추석 특집 드라마)
- 《천둥산 박달제》 : 12.31 · 19:20~20:20 (송년 특집 드라마)

#### 1981
- 《옛날 나 어릴적에》 : 1.2 · 19:00~21:00 (신년 특집 2부작)
- 《약산의 진달래》 : 3.3 · 22:10~23:50 (신춘 특집)
- 《축제의 노래》 : 4.21 · 19:00~21:00 (캠퍼스)
- 《옛 동산에 올라》 : 5.5 · 19:20~20:35 (어린이날 특집)
- 《행복의 조건》 : 5.8 · 21:00~자정 (어버이날 특집)[1]
- 《황룡사 (드라마)|황룡사》 : 5.11 · :19~20:20 35(부처님 오신 날 특집)
- 《탈선 (드라마)|탈선》 : 5.14 · 19:20~21:00 (특집)
- 《청자혼》 : 6.6 · 19:00~21:00 (현충일 특집)
- 《돌아온 영웅》 : 6.24 · 21:00~자정 (6.25 특집)
- 《에바다》 : 6.25 · :~: (6.25 특집)
- 《메아리가 사는 여름》 : 8.14 · 18:00~19:00 (어린이 특집)
- 《얼어붙은 바다》 : 8.15 · 21:00~자정 (8.15 특집)
- 《유미의 일기》 : 8.16 · 18:30~21:00 (8.15 특집)
- 《코리아 환상곡》 : 12.1 · 21:00~자정 (TV 20주년 특집)
  - 1부 : 흙바람
  - 2부 : 땅끝에서
- 《모닥불》 : 12.17 · 21:40~23:40 (산업)
- 《우리에게 축복의 기도를》 : 12.25 · 19:20~21:00 (송년 특집)

#### 1982
- 《봄에는 개나리》 : 1.3 · 18:30~21:30 (신춘 특집)
- 《산울림》 : 3.9 · 21:40~불명 (기업)
- 《소파 방정환》 : 5.5 · 19:20~21:00 (어린이날 특집)
- 《맥토》 : 5.21~22 · :~: (한미수교 100주년 특집 2부작)
  - 1부(21 / 21:00~22:30) : 서기 1882년 5월 22일
  - 2부(22 / 22:30~23:50) : 바다처럼 영원히
- 《13세 소년》 : 6.25 · 22:00~자정 (6.25 특집)
- 《그 여름의 이틀》 : 8.14~15 · 22:00~23:30 (8.15 특집)
  - 1부(14 / 22:40~23:10) : 1945년 8월 14일
  - 2부(15 / 22:00~23:30) : 1945년 8월 15일
- 《새야 새야》 : 10.2 · 22:10~23:40 (추석 특집)
- 《우둥불》 : 11.4 · 21:30~23:40 (기록 특집)
  - 1부 : 밤에만 흐르는 두만강
  - 2부 : 백두산으로 가자
  - 3부 : 아-청산리 대첩

#### 1983
- 《어머님 날 낳으시고》 : 1.3 · 18:30~21:30 (신년 특집)
- 《화촉동방》 : 1.3 · 11:30~13:00 (신년 특집 창극)
- 《매화연풍》 : 3.8 · 22:10~23:40
- 《푸른 꿈은 빛나라》 : 5.25 · 22:15~23:50 (청소년 특집)
- 《빛과 사슬》 : 6.24 · 22:05~23:50 (6.25 특집 2부작)
- 《하늘은 알고 있다》 : 8.15~16 · 22:15~23:50 (8.15 특집)
  - 1부 : 신민현의 사람들
  - 2부 : 떠나는 소리 부르는 소리
- 《아버지》 : 9.21 · 22:05~23:50 (추석 특집)
- 《기도》 : 12.25 · 19:00~21:00 (성탄절 특집)
- 《그날》 : 12.28 · 19:00~20:50 (송년 특집)

#### 1984
- 《탈선 춘향전》 : 1.1 · 17:10 ~ 18:50 (신년 특집)
- 《딸의 미소》 : 1.3 · 18:00~21:00 (신춘 특집)
- 《불타는 바다》 : 2.16~17 · 22:05~23:50 (특집 미니시리즈)
- 《객사》 : 3.1~2 · 22:05~23:50 (3.1절 특집)
- 《꽃피는 봄이 오면》 : 4.5 · 22:15~23:45
- 《함정》 : 6.19 · 18:55~20:40 (반공)
- 《1984 진실을 찾아서》 : 6.23 · 21:20~23:50
- 《전쟁 6.25》 : 6.25 · 23:10~00:10 (6.25 특집)
- 《휴전 6.25》 : 7.27 · 21:45~23:45 (7.27 휴전 특집)
- 《두 아버지》 : 8.15 · 21:45~23:45 (8.15 특집)
- 《마돈나여, 광야에서 별을 노래하라》 : 12.20~22 · 21:40~23:45 (영상 시극)
- 《아직도 내사랑 끝나지 않았네》 : 12.25 · 19:20~21:00

#### 1985
- 《찬란한 아침》 : 1.3 (신년 특집 2부작)
  - 1부 : 19:00~20:30
  - 2부 : 20:45~22:15
- 《그 사람 현곡》 : 3.1 · 21:45~23:45 (3.1 특집)
- 《진도아리랑》 : 4.25 · 21:45~23:45
- 《가시고기》 : 5.8 · 21:45~23:35
- 《푸른 교실》: 5.15 · 불명
- 《별을 쫓는 야생마》 : 5.29~30 · 18:50~20:30 (연중 청소년)
- 《광장》 : 6.25~26 · 22:10~23:40 (6.25 특집)
- 《이산별곡》 : 6.29 · 21:30~23:10
- 《적도전선》 : 8.13 · :~: (8.15 특집)
  - 1부 : 21:40~23:30
  - 2부 : 21:40~자정
  - 3부 : 22:30~자정
- 《오성장군 김홍일》 : 10.1~3 · 21:40~23:35 (특별기획 3부작)
  - 1부(1 · 21:40~23:35) : 사랑과 미움의 산하
  - 2부(2 · 21:20~23:50) : 고독한 개선
  - 3부(3 · 19:20~21:00) : 오 나의 조국
- 《황토》 : 12.18~19 · 18:50~20:30 (특별기획)

#### 1986
- 《신선타령》 : 1.2 · 19:00~20:30 (신년 특집)
- 《행복을 찾습니다》 : 1.2~5 · 21:20~22:50 (신년 특집 4부작)
  - 1부(2 · 21:20~23:50) : 당신의 모습
  - 2부(3 · 21:20~23:50) : 아빠 힘내세요
  - 3부(4 · 19:20~21:00) : 둥지를 떠난 새
  - 4부(5 · 19:20~21:00) : 이런 사랑노래
- 《멀고먼 사람들》 : 1.18~19, 26 · 19:00~21:00 (반공 드라마)
- 《님의 침묵》 : 3.1 · 22:00~23:30 (3.1절 특집)
- 《열반제》 : 5.15 · 21:45~23:35 (부처님 오신 날 특집)
- 《백마고지》 : 6.24~25 · 21:40~23:20 (6.25 특집)
- 《고향을 어찌 잊으리까》 : 8.14~16 (8.15 특집 3부작)
  - 1부(8.14) : 21:40~23:20
  - 2부(8.15) : 21:40~23:20
  - 3부(8.16) : 21:30~23:00
- 《아리수별곡》 : 9.9 · 21:40~23:40 (한강종합개발 준공 기념 특집)
- 《달맞이꽃》 : 9.18 · 21:40~23:10 (중추절 특집)
- 《원효대사》 : 9.22~10.2 · 22:40~:23 40(1986년 서울 아시안 게임 특집 7부작)
  - 1부(9.23) : 제행무상
  - 2부(9.24) : 번뇌무진
  - 3부(9.25) : 파계
  - 4부(9.27) : 두타행
  - 5부(9.30) : 난세
  - 6부(10.1) : 낙화유정
  - 7부(10.2) : 삼국통일
- 《초혼가》 : 10.19 · 18:50~21:00 (문화의 달 특집)
- 《별초롱 꿈초롱》 : 12.29 · 19:10~20:00 (저축 계몽)

#### 1987
- 《87' 행복을 찾습니다》 : 1.1~3 · 21:50~23:20 (신춘 특집 연작)
- 《초혼가》 : 1.29 · 불명 (설날 특집, 재방송)
- 《어느 방송인》 : 2.17 · 21:50~23:30 (방송 60년 특별기획)
- 《종이학》 : 2.28 · 22:00~23:30 (3.1절 특집)
- 《이차돈》 : 5.5 · 21:45~23:40 (부처님 오신 날 특집)
- 《환멸을 찾아서》 : 6.23~24 · 21:50~23:20 (6.25 특집, 2부작)
- 《사랑의 시작》: 8.15 · 21:30~23:50
- 《시냇물 흘러흘러 어디로 가나》 : 10.6~7 · :~: (추석 특집)
- 《월행》 : 12.15 · 22:40~23:10 (연말 특집)
- 《땅에서도 이루어지소서》 : 12.25 · 21:45~23:15 (성탄절 특집)
- 《탑리》 : 12.31 · 19:30~21:00 (연말 특집)

#### 1988
- 《서울에서 제일 비싼 미소》 : 1.5 · 21:45~23:15 (신춘 특집)
- 《따뜻한 남쪽 나라》 : 2.10~11 (특집 다큐)
  - 1부(10 · 21:45~23:15) : 탈출
  - 2부(11 · 21:45~23:45) : 조국
- 《마음》 : 3.1 · 21:45~23:25 (3.1절 특집)
- 《사로잡힌 영혼》 : 3.5~6 (창사 기념 특집, 2부작)
  - 1부(5) : 21:30~23:10
  - 2부(6) : 22:00~23:30
- 《13세의 봄》 : 5.7 · 19:20~21:00 (청소년 특집)
- 《바라밀》 : 5.23 · 19:30~21:00 (부처님 오신 날 특집)
- 《물 뿌리기》 : 5.28 · 19:30~21:00
- 《한씨 연대기》 : 6.18 · 19:50~21:20 (분단 문학)
- 《1986년 9월의 비망록》 : 8.15 · 21:50~23:20 (8.15 특집)
- 《춘향전》 : 9.24 · 23:30~01:00 (88올림픽 특집, 한국고전 시리즈로 방영됨)
- 《심청전》 : 9.25 · 23:30~01:10 (88올림픽 특집, 한국고전 시리즈 방영됨)
- 《배비장전》 : 9.26 · 23:30~01:10 (88올림픽 특집, 한국고전 시리즈 방영됨)
- 《조선백자 마리아상》 : 12.23~24 · 21:50~23:50 (성탄 특집, 2부작)
- 《만수의 크리스마스》 : 12.24 · 18:20~19:20 (성탄 특집 뮤지컬)

#### 1989
- 《찻잔속의 달》 : '1.2 · 19:00~21:00 (신년 특집)
- 《두 석양》 : 1.4~6 · 21:50~23:20 (신년 특집 3부작)
  - 1부(4) : 수초
  - 2부(5) : 황토
  - 3부(6) : 동행
- 《암소》 : 2.5 · 19:20~21:00 (설 특집)
- 《지포리에서 생긴 일》 : 2.21~22 · 22:20~00:25
- 《녹색 신기루》 : 4.12~14 · 22:00~00:00 (해외제작 기업)
  - 1부(12) : 아프리카, 아프리카여
  - 2부(13) : 숨쉬는 모래꽃
  - 3부(14) : 제8의 기적
- 《등》 : 5.12 · 22:00~23:40 (부처님 오신 날 특집)
- 《조명하》 : 5.13 · 21:30~23:10
- 《지리산》 : 5.29~6.7 · 22:00~23:30 (특별기획 8부작)
  - 1부(5.29) : 잃어버린 산하
  - 2부(5.30) : 기로에서
  - 3부(5.31) : 작은 공화국
  - 4부(6.1) : 그날이 오면
  - 5부(6.2) : 허망의 정열
  - 6부(6.5) : 폐허의 군상
  - 7부(6.6) : 최후의 파르티잔
  - 8부(6.7) : 아! 지리산
- 《비극은 없다》 : 6.24~25 (6.25 특집 5부작)
  - 1부(24) : 청춘의 문 · 21:30~23:00
  - 2부(25) : 아! 한강 · 21:30~23:00
  - 3부(26) : 상처받은 두 여인 · 22:00~23:30
  - 4부(27) : 눈은 눈으로 · 22:00~23:30
  - 5부(28) : 사랑할 때와 죽을 때 · 22:00~23:30
- 《영주의 증명》 : 8.13~14
  - 1부(13) : 21:25~23:05
  - 2부(14) : 22:05~23:45
- 《초승달과 밤배》 : 12.30 · 21:30 ~ 23:00 (송년 특집)

### 1990년대

#### 1990
- 《구리반지》 : 1.1 · 17:20~21:00 (신년 특집)
- 《바람소리》 : 1.25 · 19:00~20:30 (설 특집)
- 《기다리는 사람들》 : 1.27 · 21:30~23:00 (설 특집)
- 《추천석뎐》 : 1.28 · 18:20~20:00 (설 특집)
- 《잃어버린 섬》 : 3.2~3 · 22:00~23:30 (창사 특집)
- 《밤기차》 : 4.14 · 21:30~23:00 (제1회 KBS 단막극 공모 당선작, KBS 방송제작단 창립 1주년 특집)
- 《안개를 찾아서》: 4.21 · 21:20~23:10
- 《방랑자》 : 5.5 · 불명 (앙코르 특집)
- 《비객》 : 5.6 · 불명 (앙코르 특집)
- 《우리들의 조부님》 : 6.23 · 21:30~00:00 (6.25 특집 분단 문학 시리즈)
- 《봉숭아꽃물》 : 6.24 · 21:20~:22 50(6.25 특집 분단 문학 시리즈)
- 《어머니의 노래》 : 6.25 · 19:20~21:00 (6.25 특집 분단 문학 시리즈)
- 《왕조의 세월》 : 8.16~17 · 22:00~23:30 (8.15 특집)
- 《몽기미 풍경》 : 10.2 · 21:40~23:10 (추석 특집)
- 《만석꾼 며느리 뽑기》 : 10.3 · 09:30~11:00 (추석 특집)
- 《1990년 12월 24일 눈 쏟아짐》 : 12.23~24 · 21:30~23:10 (제2회 드라마부문 미니시리즈 당선작)

#### 1991
- 《기다리는 빛》 : 1.2 · 15:30~17:00 (신년 특집)
- 《춘보뎐》 : 2.14 · :~: (설 특집)
- 《너두 늙어봐라》 : 2.15 · :~: (설 특집)
- 《둥지를 찾아서》 : 3.3 · 21:30~23:10 (창사 특집)
- 《침묵의 땅》 : 6.24 · 22:00~23:40 (6.25 특집)
- 《열녀, 지옥에 떨어지다》 : 9.22 · 21:50~23:20 (추석 특집)
- 《내일은 봄》 : 10.26 · 18:50~19:50 (저축의 날 특집)
- 《황혼에 피는 꽃》 : 12.30 · 22:10~23:40 (송년 특집)

#### 1992
- 《땅울림새》 : 1.1 · 19:30~21:00 (신년 특집)
- 《어두운 손》 : 2.3 · 19:00~20:30 (설 특집)
- 《너의 이름은 효자》 : 2.4 · 19:00~20:30 (설 특집)
- 《아버지》 : 5.11 · 22:30~00:00 (가정의 달 특집)
- 《어머니》 : 5.12 · 22:30~00:00 (가정의 달 특집)
- 《시간과 눈물》 : 6.25 · 22:30~23:50 (6.25 특집)
- 《대리인》 : 8.14 · 22:10~23:50 (8.15 특집)
- 《오유란전》 : 9.11 · 19:00~20:25 (추석 특집)
- 《제 탓입니다》 : 10.24 · 18:20~19:10 (저축의 날 특집)
- 《모짜르트가 된 청소부》 : 12.7 · 22:00~23:30 (TV 극본 공모 입상작 시리즈)
- 《어떤날의 시작》 : 12.8 · 22:20~23:50 (TV 극본 공모 입상작시리즈)
- 《언제나 신혼》 : 12.9 · 22:10~23:40 (TV 극본 공모 입상작 시리즈)
- 《겨울 무지개》 : 12.25 · 22:00~23:30 (성탄 특집)

#### 1993
- 《위스키와 돼지갈비》 : 1.2 · 18:30~20:00 (신년 특집)
- 《옛날 나 어릴적에》 : 1.23 · 19:30~21:00(1부) · 21:40~23:10(2부) (설 특집 2부작 드라마, 1981년 신년 특집 드라마의 리메이크작)
- 《봉이전》 : 1.24 · 17:30~20:00 (설 특집 해학)
- 《시인을 위하여》 : 3.4 · 22:00~23:30 (창사 20주년 특집 극본 공모 당선작)
- 《떠도는 혼》 : 6.24 · 22:00~23:30 (6.25 특집)
- 《시인과 광인》 : 8.12~13 · 21:45~23:15 (8.15 특집)
- 《달빛 고향》 : 9.29 · 21:30~23:10 (추석 특집)
- 《해가 뜨면 달도 뜨고》 : 9.30 · 21:30~23:10 (추석 특집 2부작)
- 《마천마을 사람들》 : 10.1 · 19:30~21:00 (추석 특집 2부작)
- 《은하의 강》 : 12.30 · 21:45~23:45 (연말 특집)

#### 1994
- 《지붕 위의 남자》: 1.1 · 21:45~23:15 (신년특집)
- 《이선풍 저승 유람》 : 2.9~10 · 19:00~20:30 (설 특집)
- 《너의 뺨에 입맞추리》 : 2.11~12 · 19:00~21:00 (설 특집)
- 《겨울 도화리》 : 3.1~2 · 22:00~23:30 (창사 21주년 특집)
- 《5월의 여행》 : 5.27 · 19:00~21:00 (청소년 특집)
- 《역사 앞에서》 : 6.24 · 21:45~23:45 (6.25 특집 2부작)
- 《빈 잔의 축배》 : 8.15 · 22:15~00:15 (8.15 특집)
- 《춘향전》 : 9.20 · 21:40~00:00 (추석 특집)

#### 1995
- 《봉이전》 : 1.30 · 10:30~12:00 (앙코르 설 특집)
- 《황혼에 피는 꽃》 : 1.30 · 14:40~16:10 (앙코르 설 특집, KBS2)
- 《이선풍 저승 유람》 : 1.31~2.1 · 10:30~12:00 (앙코르 설 특집)
- 《한울타리》 : 4.22 · 16:00~17:00

#### 1997
- 《댁의 딸, 우리 아들》 : 1.1 · 21:50~23:30 (신년 특집)
- 《형제》 : 2.8 · 21:35~23:35 (설 특집)
- 《오래된 집》 : 6.21 · 14:55~17:00 (6월 특집)
- 《3일간의 전쟁》 : 8.15 · 22:00~23:30 (광복절 특집)
- 《불붙는 난간》 : 9.16 · 21:40~23:40 (추석 특집)

#### 1998
- 《목마들의 언덕》 : 1.2 · 21:40~23:40 (신년 특집, 2부작)
- 《귀향, 그 짧은 이야기》 : 1.27 · 21:50~23:50 (설 특집)
- 《춘향전》 : 1.27 · 15:00~17:00 (앙코르 설 특집)
- 《불붙는 난간》 : 10.3 · 13:40~15:35 (앙코르 추석 특집)
- 《만석꾼 며느리 뽑기》 : 10.6 · 13:40~15:10 (앙코르 추석 특집)
- 《희망여관》 : 11.28~29 · 17:20~18:15 (능력 개발의 달 특집)

#### 1999년
- 《리틀야구왕》 : 1.1 · 14:00~15:40 (앙코르 신년 특집)
- 《인연이란》 : 1.2 · 12:10~13:30 (앙코르 신년 특집)
- 《셔터맨, 슈퍼맨, 비디오맨》 : 2.15 · 00:40~01:40 (앙코르 설 특집)(1995.12.24 KBS 드라마게임으로 방영되었던 작품의 앙코르)
- 《춘향전》 : 2.15 · 14:00~16:00 (앙코르 설 특집)
- 《마음이 하는 일》 : 9.23 · 14:00~15:00 (추석 특집)

### 2000년대

#### 2000
- 《세상의 아침》 : 1.1 (신년 특집)

#### 2003
- 《천년의 꿈》 : 2.1 (설날 특집)

#### 2005
- 《내 손을 잡아요》 : 2.9 (설날 특집)

### 2010년대

#### 2010
- 《자유인 이회영》 : 8.29~2010.9.12 (5부작 특집)
- 《고마워 웃게해줘서》 : 12.25 (성탄 특집)

#### 2015
- 《눈길》 : 2.28~3.1 (광복 70주년 특집)

#### 2017
- 《언제나 해피엔딩》 : 10.8 (추석 특집)

#### 2018
- 《조선미인별전》 : 1.6~7 (신년 특집 뮤지컬)

#### 2019
- 《그날이 오면》 : 3.1 (3.1절 100주년 특집)

### 2020년대

#### 2020
- 《거북이 채널》 : 4.20 (장애인의 날 특집)

#### 2021
- 《구미호 레시피》 : 2.12~13 (설날 특집 뮤지컬)
- 《나의 너에게》 : 4.19 (장애인의 날 특집)

#### 2023
- 《갈채》 : 4.18 (장애인의 날 특집)

## 같이 보기
| - 동양방송 특집드라마 - 한국방송공사 1TV 특집드라마 - 한국방송공사 2TV 특집드라마 - 문화방송 특집드라마 | - SBS 특집드라마 - JTBC 특집드라마 - MBN 특집드라마 - TV조선 특집드라마 |

1. ↑  6월 6일 앵콜방송(10:30~13:40)